# 花の下にて春死なむ
『花の下にて春死なむ』（はなのもとにてはるしなむ）は、北森鴻による短編推理小説。またそれを表題作とする短編集。

## 概要
「《香菜里屋》シリーズ」の1作目の短編集。
1999年に、第52回日本推理作家協会賞短編及び連作短編集部門を受賞した。同部門は第49回から受賞作なしが続いていたため、3年ぶりの受賞となった。また、連作短編集部門は翌年から長編部門に吸収されたため、「短編及び連作短編集部門」としては本作が最後の受賞作となった。
表題作のタイトルは、西行の歌「願はくは花の下にて春死なむそのきさらぎの望月のころ」に由来する。

## あらすじ

### 花の下にて春死なむ
（はなのもとにてはるしなむ）
フリーライターの飯島七緒は、自由律句の同人仲間・片岡草魚の火葬に立ち会っていた。身元引受人がおらず、本籍地も定かでない彼を、仲間内で弔おうと、グループの幹事である長峰が発案したのだった。
火葬後の骨の中から、骨折治療に使われるビスを見つけた七緒は、これを彼が遺した句帳と共に故郷へ返してあげたいと考える。
生前の彼の言葉から、故郷が山口の長府だということが分かるが、他の手がかりは何もない。長府で途方に暮れた七緒は、彼を一度だけ連れて行ったことのあるバー《香菜里屋》のマスター・工藤に相談する。工藤は、1年も前に訪れた彼のことを覚えており、彼には故郷に帰れない理由があったのではないか、と言うのだった。

### 家族写真
（かぞくしゃしん）
同居していた女が短い手紙を残して家を出ていってしまった。野田克弥は、そのことを考えないようにするために、わざと仕事の量を増やして体を酷使していた。
3日ぶりに帰宅する帰り道、《香菜里屋》に寄った野田。マスターの工藤は、知人から送られたという帆立で絶品の料理をおつまみに出してくれた。
常連客の北と東山が、その知人と知り合ったきっかけを尋ねると、マスターは『ある家族写真の謎』と題された新聞記事の切り抜きを取り出す。その写真は赤坂見附駅の貸出本に合計30枚挟まれていたという。2人連れの客が「出稼ぎから帰らない老いた父親を娘が探している」という推理を繰り広げ、野田はその推理に耳を傾けるが……。

### 終の棲み家
（ついのすみか）
カメラマンの妻木信彦は、『終の棲み家』という写真で報道写真の賞を取り、記念に銀座で個展を開いた。写真は、多摩川の河川敷に小さな小屋を作って慎ましく生活を営む老人を撮ったものだった。
だが、銀座の街中に貼られたその宣伝ポスターが剥がされるという事態が発生する。当初は気の早いファンの仕業だと思われたが、全てが剥がされたことが分かりスタッフたちも騒然となる。
妻木は分かっていた。それが誰のやったことか、自分が何をすればいいのかも。それでも誰かに聞いて貰いたいと思い、老人と出会った顛末をマスターの工藤に話し始めるのだった。

### 殺人者の赤い手
（さつじんしゃのあかいて）
京都への出張から帰った派遣プログラマーの笹口ひずるは、お土産を渡そうと《香菜里屋》を訪れる。そこで、自分が京都にいた間に近所で殺人事件が起き、犯人がまだ捕まっていないことを聞かされる。
顔見知りになっていたフリーライターの飯島七緒も店を訪れていた。彼女の取材で、最近小学生の間で“赤い手の魔人”という怪談話が流行っており、不審人物を目撃した小学生が、その男は赤い手をしていたと必死に主張していると言う。動揺する自分を必死に隠し、事件のことを聞くひずるだが……。

### 七皿は多すぎる
（ななさらはおおすぎる）
常連の東山朋生は、2週間ほど前に自分が見聞きしたある話をし始める。
水商売の女に入れあげている甥を説得して欲しいと兄（「甥」の父）から頼まれた中年の男。甥の女への気持ちが固いものだと分かると、「応援する」と言い、奇妙な話を始める。ある日、回転寿司屋に入ったら、珍しく女性の職人がいて、新しく入ってきた客がその女性の前に座り、鮪ばかり7皿食べて代金を支払って帰っていったという。その男は大の鮪好きという様子ではないようだ。
この謎を解けば、きっと今のお前（甥）の人生の糧となるから解いてみろということらしい。果たして、鮪7皿に隠された秘密とは……。

### 魚の交わり
（さかなのまじわり）
飯島七緒は30歳の誕生日を迎えた日に、出版社の男性からプロポーズを受ける。だが七緒はまだ、草魚のことを忘れてはいけないような気がした。
そんな時、先頃七緒が雑誌に掲載した草魚の評伝を見て、鎌倉に住む佐伯克美という人物が手紙を送ってくる。
約30年前に亡くなった叔母の遺品である絵日記に、草魚のものと思われる句が残されていた、放浪の俳人の人生に新たな1ページを足してあげて欲しいというものだった。
佐伯の叔母と草魚の関係とは……。

## 書籍情報
- 単行本：1998年11月15日発行、ISBN 978-4-06-209402-3
- 文庫本：2001年12月15日発行、ISBN 978-4-06-273327-4、解説 郷原宏